# Space Nursing Society
La Space Nursing Society és una organització internacional de defensa espacial dedicada a la infermeria espacial i a l'exploració de l'espai per les infermeres registrades. La societat està afiliada a Special Interest Group, sense ànim de lucre associada a la National Space Society.
La societat va ser fundada el 1991 i compta amb membres de tot el món, incloses Austràlia, Canadà, República Txeca, Anglaterra, Alemanya, Grècia, Escòcia i Estats Units.
La societat serveix com un fòrum per a la discussió i l'estudi de temes relacionats amb la infermeria en l'espai i l'impacte d'aquests estudis d'infermeria a la Terra.

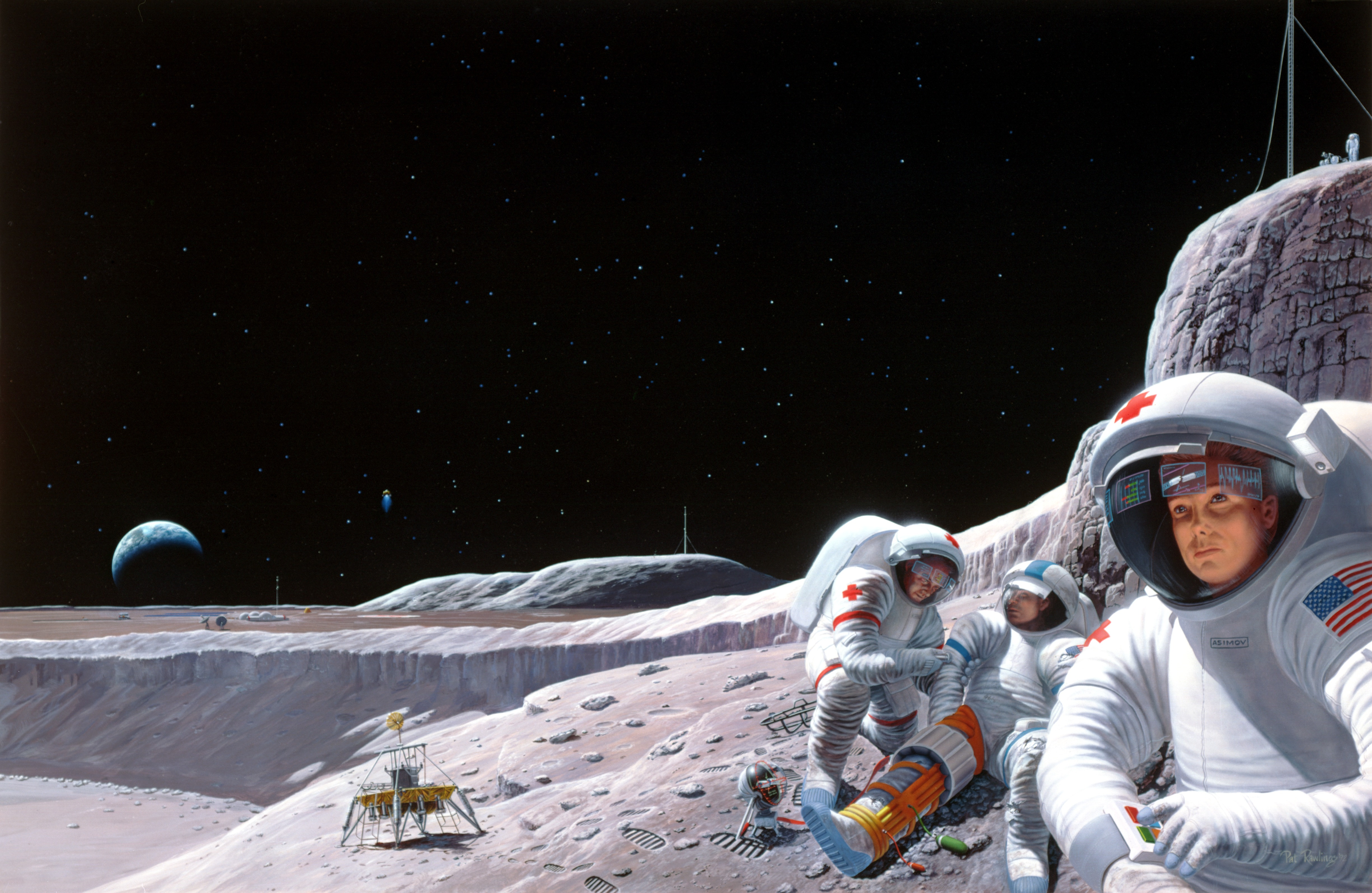
Una il·lustració de la NASA d'una emergència mèdica en una colònia lunar